# Esporles
Esporles (hiszp. Esporlas)  – gmina w Hiszpanii, w prowincji Baleary, we wspólnocie autonomicznej Balearów, o powierzchni 35,29 km². W 2011 roku gmina liczyła 4915 mieszkańców.